# Warszewiczia
Warszewiczia é um género botânico pertencente à família Rubiaceae.